# Агибалов, Владимир Григорьевич
Агибалов Владимир Григорьевич (9 октября 1924, Пятигорск — 1994) — советский государственный и партийный деятель.

## Биография
- 1940—1943 служил в РККА. Участник Великой Отечественной войны[1]
- с 1947 года — на партийной работе. Последовательно занимал должности инструктор Ленинградского областного комитета ВЛКСМ, заведующий Отделом Выборгского районного комитета ВКП(б) (Ленинградская область), затем до 1950 председатель Исполнительного комитета Выборгского районного Совета (Ленинградская область)
- 1950—1956 — заведующий Сельскохозяйственным отделом Ленинградского областного комитета КПСС
- по ноябрь 1960 — секретарь Архангельского областного комитета КПСС
- вновь назначен на должность секретаря Архангельского областного комитета КПСС в 1960. А уже 12 ноября 1960 по 5 июня 1965 председатель Исполнительного комитета Архангельского областного Совета
- На 1974 год — заместитель министра совхозов РСФСР.
- С 1975 года — заместитель председателя Комитета СМ РСФСР по профессионально-техническому образованию.

Умер после 1985 года.